# The Bradwell Conspiracy
The Bradwell Conspiracy — инди-игра в жанре приключенческой головоломки, разработанная независимой студией A Brave Plan. Её выход состоялся в октябре 2019 года на платформы Windows, macOS, Nintendo Switch, Xbox One и iOS. Управляемый игроком персонаж оказывается в разрушенном здании компании Bradwell Electronics, сначала в попытке выбраться от туда, герой объединяется с Эмбер, чтобы выяснить истинную причину взрыва и тайну компании. Сама игра предлагает изучать окружающее пространство и с помощью особого устройства создавать предметы для решения головоломок и преодоления препятствий.
При создании Conspiracy, команда разработчиков сходила из идеи создать игру, подобную фильмам Джей Джей Абрамса или Стивена Спилберга. Conspiracy не должна была затрагивать жанр ужасов и полноценную фантастику/фэнтези, а находится в промежуточном состоянии.
Оценки игры можно охарактеризовать в целом, как сдержанные. По версии агрегатора Metacritic средняя оценка The Bradwell Conspiracy варьируется от 67 до 41 баллов из 100 возможных в зависимости от платформы. Критики с одной стороны заметили, что Conspiracy явно создавалась, как амбициозный проект, предлагая интересную концепцию и сюжетную линию. Однако данное впечатление бьётся об короткое прохождение, небрежное управление и наличие внутриигровых ошибок.

## Игровой процесс
Действие игры происходит в 2026 году, когда технологическая компания Bradwell Electronics проводит мероприятие Summer Solstice, чтобы отпраздновать запуск свей программы «Чистая вода», призванная улучшить мир. Однако по неизвестной причине происходит катастрофа и здание остаётся в руинах. Хотя все успешно выбрались из здания, управляемый игроком персонаж оказывается заперт в здании. Игрок должен начать исследовать область и решать головоломки, в попытке восстановить те или иные структуры. Вскоре игрок сталкивается с Эмбер, сотрудницей Bradwell Electronics. Управляемый персонаж получает очки Bradwell AR с возможностью общаться с Эмбер. Вместе они должны выяснить причину разрушения и что на самом деле происходит в Bradwell Electronics, в частности что за секреты они хранят в своей подземной лаборатории.
По мере дальнейшего прохождения, игрок получает в использование устройство Bradwellium, способное мгновенно расщеплять определённые предметы на атомы и затем воссоздавать другие предметы из полученного материала. Головоломки в игре завязаны на том, что игрок должен заменять одни предметы на другие с ограниченным запасом материала, чтобы восстановить недостающие материалы, например недостающие платформы, чтобы перейти мост. К концу прохождения становится ясно, что под видим фильтрации пресной воды с помощью водорослей, Bradwell Electronics также хотела добавить в эту воду материал, который бы собирался в теле человека и взаимодействовал с нервными клетками, передавая сигналы того, что видит человек. Таким образом компания хотела шпионить за людьми под предлогом борьбы с преступностью.

## Создание
Разработкой игры занималась независимая британская студия A Brave Plan, а издателем выступила Bossa Studios в течение трёх с половиной — четырёх лет. Джордж Бейкер, основатель студии, заметил, что его команда организована, скорее, как небольшая кинокомпания, нежели традиционная игровая студия.
Один из ключевых моментов при разработке стало изображение отношения двух людей и то, «как игрок должен доверять человеку, которого он не знает, и о том, как развиваются их отношения». Сам управляемый персонаж не привязан к полу или национальности, таким образом разработчики задумывали, что сам игрок берёт на себя роль персонажа и согласно идее игры, его или её голосовые связки повреждены, позволяя общаться с Эмбер только с помощью фотографий. Именно из данной идеи, началось дальнейшее развитие игры. Бейкер отдельно заметил, что его раздражает крайне однотипный образ героев видео-игр и он не хотел добавлять в качестве героя очередного «Боба Смита». Так как игровой персонаж не привязан к какой либо личности, разработчики должны решили отказаться от классического меню диалога и способа передачи чётких ответов, одновременно речь шла постоянном сотрудничестве и общении одним из NPC, что стало сложной задачей для команды. Данная задача была решена фотографиями устройства AR Smart Glasses, которые герой отправляет, чтобы получать ответы от Эмбер об определённых объектах или событиях. При этом Эмбер может реагировать на фотографии со смехом, или же гневом, если ей отправлять одни и те же изображения.
Команда хотела сделать приключенческую игру, изучая такие тайтлы, как Firewatch, What Remains of Edith Finch , Everybody’s Gone to the Rapture. Многие из команды создателей является поклонниками игр Mass Effect и Portal. Бейкер заметил, что хотел создать историю, чувствовавшеюся, как фильм Джей Джей Абрамса или Стивена Спилберга, он не хотел затрагивать жанр ужасов и полноценную фантастику/фэнтези, а что-то «по середине». Несмотря на то, что действие игры происходит в будущем, она также затрагивает идею озабоченности того, что люди увлекаются технологиями и рано или поздно это приведёт к последствиям. Окружающие пространства выдержанны в стиле брутализма. При этом разработчики заметили, что люди склонны ассоциировать брутализм с мрачными и антиутопическими образами. Команда же создавала архитектурное окружение, чтобы оно вызывало комфортные и тёплые ассоциации, как лондонский район Барбикан. Также разработчики вдохновлялись фонами из аниме-сериалов, создавая окружающее пространство внимательное к мелким деталям, но имитирующее двухмерную анимацию. Многие предметы были вдохновлены эпохой 60-х и 70-х годов для придания чувства ностальгии.
Устройство по преобразованию предмета не только объясняется сеттингом игры, но и является со слов разработчиков отличным средством для головоломок, позволяя игроку изменять окружающее пространство. Вторая механика выражена в виде подсказок Эмбер, позволяющая найти дополнительный материал, чтобы например сделать платформы в виде моста.

## Критика
| Сводный рейтинг    | Сводный рейтинг                                            |
| Агрегатор          | Оценка                                                     |
| ------------------ | ---------------------------------------------------------- |
| Metacritic         | 65/100 (ПК) 67/100 (PS4) 55/100 (Xbox One) 41/100 (Switch) |
| Иноязычные издания |                                                            |
| Издание            | Оценка                                                     |
| VideoGamer         | 8/10                                                       |
| PC Invasion        | 7/10                                                       |
| Adventure Gamers   | [ 12 ]                                                     |
| GamingTrend        | 55 %                                                       |
| Switch Player      | [ 14 ]                                                     |

Оценки игры можно охарактеризовать в целом, как сдержанные. По версии агрегатора Metacritic средняя оценка The Bradwell Conspiracy варьируется от 67 до 41 баллов из 100 возможных в зависимости от платформы.
Некоторые критики оставили положительные отзывы. Например представитель сайта XBLA Fans заметил, что для него The Bradwell Conspiracy оставила впечатление приятной игры с плавным развитием сюжета. Головоломки в целом умные, но сложно осуществимые из-за неуклюжего управления. Саму обстановку критик назвал потрясающей, заметив, что «кому не нравится хаотический взрыв в музее?». Критик сайта VideoGamer заметил что игра исследует идею сопротивления при капитализме и последствий «лучшего» мира. Окружающая среда детализирована, а сами головоломки становятся всё более запутанными и демонстрируют шокирующую развязку.
Многие критики оставили смешанные отзывы об игре, например представитель сайта The Indie Webcite углядел в игре «притчу о высокомерии», затрагивание множества социальных проблем, однако она лишена маневренности, чтобы углубляться дальше в данную тему. Критик сайта PC Games заметил, что The Bradwell Conspiracy явно из тех игр, которая создавалась для демонстрации короткого и яркого контента, побуждающего к философским мыслям, как например это было реализовано в What Remains of Edith Finch. Тем не менее игре не удаётся в полной мере реализовать свой потенциал, игре не хватает глубины и смелости. Рецензент сайта PCWorld заметил, что сам по себе представленный мир и головоломки интересны, однако игре явно не хватает контента, по крайне мере вдвойне длинный сюжет и в как минимум больше головоломок для реализации своего потенциала. Критик Adventure Gamers также заметил, что потенциал игры сдержан слабым окончанием и обилием внутриигровых ошибок. Критик сайта XboxAddict аналогично предыдущим обзорам приметил, что явно видно, сколько сил разработчики вложили в The Bradwell Conspiracy, в частности в ту идею и концепцию, которую они вложили в игровой процесс, однако потенциал игры бьётся об обилие внутриигровых ошибок и в ней явно не хватает головоломок.
Многие критики оставили разгромные отзывы, при этом подавляющая часть из них пришлась на оценку версии для Nintendo Switch. Например критик сайта Pure Nintendo заметил, что с таким обилием внутри игровых ошибок и неудобного управления, невольно после полного прохождения игры хочется принять бутылку ибупрофена. Представитель сайта FNintendo заметил, что помимо проблем с производительностью, игровой процесс ощущается отчуждённым от игрока. Обозреватель сайта NintendoWorldReport назвал игру в The Bradwell Conspiracy пустой тратой времени, «как будто игра тянет вас высоко, но сама срывается на каждом шагу», хотя сами головоломки интересные, но впечатление портит обременительное управление, убивающее всё удовольствие от игрового процесса.